# Podział administracyjny Kościoła katolickiego w Dominikanie
Podział administracyjny Kościoła katolickiego w Dominikanie – w ramach Kościoła katolickiego w Dominikanie funkcjonują obecnie dwie metropolie, w których skład wchodzą dwie archidiecezje i dziewięć diecezji. Ponadto istnieje wojskowy ordynariat polowy podlegające bezpośrednio do Rzymu.
Jednostki administracyjne Kościoła katolickiego obrządku łacińskiego w Dominikanie:

## Metropolia Santo Domingo
- Archidiecezja Santo Domingo
  - Diecezja Baní
  - Diecezja Barahona
  - Diecezja Nuestra Señora de la Altagracia en Higüey
  - Diecezja San Juan de la Maguana
  - Diecezja San Pedro de Macorís

## Metropolia Santiago de los Caballeros
- Archidiecezja Santiago de los Caballeros
  - Diecezja La Vega
  - Diecezja Mao-Monte Cristi
  - Diecezja Puerto Plata
  - Diecezja San Francisco de Macorís

## Diecezje podległe bezpośrednio doRzymu
- Ordynariat Polowy Dominikany